# Брембате-ді-Сопра
Брембате-ді-Сопра (італ. Brembate di Sopra) — муніципалітет в Італії, у регіоні Ломбардія, провінція Бергамо.
Брембате-ді-Сопра розташоване на відстані близько 490 км на північний захід від Рима, 45 км на північний схід від Мілана, 8 км на захід від Бергамо.
Населення — 7900 осіб (2014).
Щорічний фестиваль відбувається 15 серпня. Покровителька — Богородиця Небовзята.

## Демографія
Населення за роками:

Станом на 1 січня 2023 року в муніципалітеті офіційно проживали 463 іноземці з 49 країн, серед них 115 громадян країн Євросоюзу та 26 громадян України.

## Сусідні муніципалітети
- Альменно-Сан-Бартоломео
- Барцана
- Мапелло
- Понте-Сан-П'єтро
- Вальбрембо